# Nicolae Șchiopu
Nicolae Șchiopu (n. 5 octombrie 1933, comuna Fratoștița, județul Dolj -  d. 1 septembrie 2002, Iași) a fost un general de armată român, care a îndeplinit funcția de locțiitor al șefului Statului Major General (1991-1997).

## Biografie
Nicolae Șchiopu s-a născut la data de 5 octombrie 1933, în comuna Fratoștița (județul Dolj). A absolvit cursurile Școlii Militare de ofițeri de artilerie (1953), ale Școlii Militare de Ofițeri Tehnici de Artilerie în anul 1954 (ca șef de promoție), apoi Academia de Înalte Studii Militare în anul 1970 (ca șef de promoție pe facultate), cursul de ofițeri superiori de artilerie și Colegiul de Stat Major (în 1974, ca șef de promoție).
Timp de 43 ani (în perioada 1954-1997) a lucrat în cadrul Armatei Române, îndeplinind diferite funcții de conducere la unități și mari unități, începând cu cea de comandant de pluton, apoi începând din anul 1971 a intrat în Marele Stat Major. A fost înaintat la gradul de general-maior (cu o stea) în 23 august 1984.
În cadrul Marelui Stat Major, a îndeplinit funcțiile de ofițer în Secția Pregătire Operativă (1971-1972), ofițer în Secția Operații (1972-1977), șeful Secției Organizare (1980-1984), comandantul Diviziei 11 Mecanizată „Carei” (1985-1990), locțiitor al șefului Marelui Stat Major pentru probleme generale (1991-1993), locțiitor al șefului Statului Major General pentru organizare-mobilizare, planificare-înzestrare și controlul armamentelor (1993-1995) și locțiitor al șefului Statului Major General pentru organizare-mobilizare, planificare-înzestrare și logistică (1995-1997).
Numele generalului Șchiopu este citat în anchetele privind Mineriada din 13-15 iunie 1990. Astfel, în ziua de 13 iunie 1990, conform jurnalului Armatei a II-a, Garnizoana București, la ora 15.45, președintele Ion Iliescu, i-a cerut prin telefon generalului Nicolae Șchiopu, care îl inlocuia pe șeful Marelui Stat Major, “să se intervină cu două detașamente de militari din unitățile Ministerului Apărării Naționale în sprijinul trupelor Ministerului de Interne aflate în Piața Universității”. Generalul Șchiopu i-a propus președintelui ca “MApN să nu intervină în Piața Universității și să întărească paza la Guvern și Televiziune”. Aceași cerere i-a fost adresată și de către generalul Mihai Chițac, ministrul de interne. Acesta a telefonat la Marele Stat Major la ora 16,00 cerând ca “MApN sa intervină în Piața Universității”, dar generalul Șchiopu i-a comunicat că “președintele țării a dispus ca armata să întarească paza la Palatul Victoriei și la Televiziune”. La ora 16,15, "Șchiopu Nicolae a transmis hotărârea președintelui tarii de a trimite pentru întărirea pazei câte 150 de militari la Palatul Victoriei și Televiziune, precum și 13 TAB-uri. De asemenea, a transmis comandantului Comandamentului Infanteriei și Tancuri, gen. col. Iulian Topliceanu, ca să trimită câte un detașament de către 400 de militari din B.98 Instrucție Pază Aeroportuară la Palatul Victoriei și Televiziune pentru a întări paza acestora".
Generalul-maior Nicolae Șchiopu din Ministerul Apărării Naționale a fost înaintat la gradul de general-locotenent (cu 2 stele) la 21 octombrie 1994. și apoi la gradul de general de corp de armată (cu 3 stele) în anul 1995.
La data de 31 octombrie 1997, generalul de corp de armata Nicolae Șchiopu a fost trecut direct în retragere.

## Secretar general al MApN
În urma concursului finalizat în ziua de 9 martie, generalul-locotenent (r) Nicolae Șchiopu a fost numit la data de 12 martie 2001, prin ordin al ministrului, în funcția de secretar general în Ministerul Apărării Naționale. Conform unui comunicat de presă al Ministerului Apărării Naționale, generalul-locotenent (r) Nicolae Șchiopu "în ultimii ani a avut un rol deosebit în elaborarea concepției de restructurare și modernizare a organismului militar și în armonizarea legislației în acest domeniu." 
Venit la Iași împreună cu soția pentru a lua parte la o nuntă, el a murit la 1 septembrie 2002, într-o cameră din Hotelul Unirea. După petrecerea din noaptea anterioară, el s-a trezit și s-a dus în baie să se bărbierească. I s-a făcut rău și a căzut, iar eforturile medicilor de pe Ambulanță de a-l resuscita au fost zadarnice. El avusese un accident cerebral vascular cu trei săptămâni în urmă și era foarte obosit deoarece condusese mașina de la București la Iași în ziua anterioară.
Ca urmare a propunerii ministrului apărării naționale și a Hotărârii Consiliului Suprem de Apărare a Țării nr. S-90 din 17 septembrie 2002, a fost înaintat post-mortem la gradul de general (cu 4 stele) retroactiv începând cu data de 2 septembrie 2002.
Generalul Nicolae Șchiopu a fost căsătorit, având o fiică.